# Lucia Mascino
Lucia Mascino (Ancona, 27 gennaio 1977) è un'attrice italiana.

## Biografia
Parallelamente agli studi universitari presso la facoltà di scienze matematiche fisiche e naturali, consegue una formazione attoriale al Centro di ricerca e sperimentazione teatrale di Pontedera, finito il quale abbandona l'università per continuare solo il percorso d'attrice. Lavora subito con il Teatro Settimo di Torino e subito dopo entra a far parte della Compagnia Giovani del Teatro Stabile delle Marche con Massimo Navone e Giampiero Solari. Nel 1999 e 2000 ha recitato al fianco di Piera Degli Esposti nello spettacolo La passione di Cristo per la regia di Antonio Calenda.
Dal 2000 al 2005 ha fatto parte della compagnia di Giorgio Barberio Corsetti, andando in scena in spettacoli tratti da Kafka, Ovidio e Buchner in Italia e in tournée europee. Nel 2001 è stata selezionata per partecipare alla scuola di alta formazione Écoles des Maîtres con J.L. Martinelli su Čechov e ha lavorato ancora su Čechov con il regista e pedagogo russo Anton Milenin. Negli anni seguenti è stata diretta, tra gli altri, da Valerio Binasco e Giancarlo Cobelli. Nel 2007 ha vinto il premio dell'ETI Nuove sensibilità con lo spettacolo da lei scritto e interpretato insieme a Rebecca Murgi, Io sono internazionale. Nel 2009 recita nell'Amleto di Filippo Timi, con il quale stringe un'importante collaborazione. Seguiranno gli spettacoli prodotti dal Teatro Franco Parenti di Milano, e scritti diretti e interpretati da Filippo Timi: Favola, Romeo e Giulietta, La sirenetta e Don Giovanni. Nel 2014 partecipa alla maratona teatrale Ritratto di una Capitale. Ventiquattro scene di una giornata a Roma e nel 2015 a Candide di Mark Ravenhill, entrambi per la regia di Fabrizio Arcuri e prodotti dal Teatro Argentina di Roma. Nel 2018 è Rosalind Franklin nello spettacolo Rosalind Franklin, il segreto della vita scritto da Annie Ziegler con la regia di Filippo Dini.
Nel 2019 prende parte allo spettacolo Bella figura scritto da Jasmine Reza e diretto da Roberto Andò, prodotto dal Teatro Ambra Jovinelli di Roma. Nello stesso anno cura la composizione dello spettacolo Forse s'avess'io l'ale più felice sarei, su Giacomo Leopardi con il violoncellista Alessandro Culiani, presentato all'Istituto italiano di cultura a Parigi e al Salone del libro di Torino.
Debutta in autunno 2019 con il monologo teatrale Smarrimento scritto e diretto da Lucia Calamaro e prodotto da Marche Teatro, andato in tournée nel gennaio e febbraio 2022, a causa della chiusura dei teatri. Sempre con la produzione di Marche Teatro va in scena insieme a Filippo Timi nello spettacolo Promenade de Santé, scritto da Nicolas Bedos e diretto da Giuseppe Piccioni, durante le prove del quale è stato girato un breve film documentario intitolato “Preghiera della sera, diario di una passeggiata” che è stato scelto al Festival di Venezia 2021 e che ha ricevuto un Premio speciale nella sezione cortometraggi dei Nastri D’argento 2022.
Debutta a marzo 2022, in prima nazionale, con lo spettacolo Ghiaccio, scritto da Bryony Lavery, prodotto dal Teatro Stabile di Torino e diretto da Filippo Dini. 
Ha condotto brevi seminari sulla recitazione al Giffoni Film Festival, alla scuola del Teatro Stabile delle Marche, alla scuola di cinema Officine Mattoli, all’interno del seminario di Lucia Calamaro nel progetto Fondamenta del Teatro di Roma, a Villa Nappi di Polverigi insieme a Giuseppe Piccioni e nel progetto Sipario. 
In teatro ha vinto il Premio Vittorio Mezzogiorno al talento nel 2010 ed è stata candidata al premio Le maschere per il teatro come miglior attrice protagonista nel 2014 e ha vinto il Premio Flaiano nel 2023. 
Dal 2005 ha affiancato all'esperienza teatrale quella nel cinema e nella televisione. Nel 2008 recita in Un altro pianeta di Stefano Tummolini in concorso alle Giornate degli autori della Mostra internazionale d'arte cinematografica di Venezia e al Sundance Film Festival. Collabora in seguito con diversi registi italiani, tra cui Renato De Maria ne La prima linea (2009), Nanni Moretti in Habemus Papam (2011), Giuseppe Piccioni ne Il rosso e il blu (2012), Roberto Andò in Viva la libertà (2013), Sabina Guzzanti ne La trattativa (2013), Alessandro Rossetto in Piccola patria (2013), Marco Segato ne La pelle dell'orso (2016), Marco Danieli ne La ragazza del mondo, film scelto alle Giornate degli autori alla Mostra internazionale d'arte cinematografica 2016. È protagonista femminile nei film Fräulein - Una fiaba d'inverno, opera prima di Caterina Carone (2016) e di Amori che non sanno stare al mondo di Francesca Comencini, film per il quale ha vinto il Premio Anna Magnani come attrice protagonista al Bifest di Bari 2018, ed è stata candidata ai Globi d'oro 2018 e ai Nastri d'argento 2018 come miglior attrice protagonista.
Sempre nel 2018 esce Favola, il film di Sebastiano Mauri tratto dall'omonimo spettacolo teatrale scritto e diretto da Filippo Timi. Per la sua interpretazione nel film riceve la candidatura ai Nastri d'argento 2019 come Migliore attrice in un film commedia, categoria per la quale è candidata anche con il film La prima pietra di Rolando Ravello. Nel 2019 è nel cast principale del film Ma cosa ci dice il cervello di Riccardo Milani, nella commedia di Laura Chiossone Genitori quasi perfetti ed è tra i protagonisti del film di Massimo Venier Odio l'estate, accanto ad Aldo, Giovanni e Giacomo, ruolo per il quale è stata candidata ai nastri d'argento come miglior attrice di commedia nel 2020.
In televisione è stata la protagonista della serie scritta e diretta da Ivan Cotroneo Una mamma imperfetta, vincitrice di un Nastro d'argento. Veste inoltre da dieci anni i panni di Vittoria Fusco, coprotagonista femminile accanto a Filippo Timi, della serie I delitti del BarLume, scritta e diretta da Roan Johnson.
In Suburra - La serie è Gabriella Santi, una parlamentare corrotta presente sia nella prima sia nella seconda stagione con la regia di Molaioli, Placido, Capotondi, Messina, serie prodotta da Netflix e Cattleya.
È Gabriella Giammatteo, tra i protagonisti della serie pop crime Bang Bang Baby, prodotta da Amazon insieme a The Apartment, uscita su Prime video il 28 Aprile 2022 e diretta da Michele Alhaique Margherita Ferri e Giuseppe Bonito.
È stata madrina del Torino Film Festival 2018 e giurata della sezione Isola di Edipo del Festival di Venezia 2021.

### Vita privata
È parente da parte di padre di Virna Lisi.

## Teatro
- Agilulfo, una rigorosa inesistenza, da Italo Calvino, regia di Roberto Bacci, Pontedera Teatro, ottobre 1997
- Antenati, regia di Roberto Tarasco, Polverigi, luglio 1998
- Cronache italiane, di Stendhal, regia di Luca De Fusco, Capri, 14 luglio 1998.
- Bambini di notte, di Filippo Soldi, regia di Monica Conti, Teatro Stabile delle Marche, 1999
- Scene d’amor perduto, da William Shakespeare, regia di Giampiero Solari e Massimo Navone, Teatro Stabile delle Marche, 1999
- Il maestro e Margherita, da Michail Bulgakov, regia di Laura Sicignano, Genova, Teatro Cargo, 1999
- La rappresentazione della Passione, sacra rappresentazione, regia Antonio Calenda, Trieste, 1999
- Graal, scritto e diretto da Giorgio Barberio Corsetti, Roma, ex Officina Molliconi, 2 ottobre 2000.
- Il gabbiano, di Anton Čechov, regia di Anton Milenin, Compagnia Fattore K, 2001
- Woyzeck, di Georg Büchner, regia di Giorgio Barberio Corsetti, Venezia, Teatro alle Tese, 20 luglio 2001.
- Platonov, di Anton Čechov, regia di Jean-Louis Martinelli, Roma, Teatro Valle, 16 settembre 2001.
- Il processo, da Franz Kafka, regia di Giorgio Barberio Corsetti, Orléans, Centre Dramatique National, 9 novembre 2001.
- Le metamorfosi, da Ovidio, regia di Giorgio Barberio Corsetti, Venezia, Teatro alle Tese, 12 settembre 2002.
- Di animali, uomini e dei, scritto e diretto da Giorgio Barberio Corsetti, Siracusa, Ortigia Festival, 12 luglio 2003.
- Una specie di Alaska-Paesaggio, di Harold Pinter, regia di Giles Smith, Montemarciano, Teatro Alfieri, 13 aprile 2004.
- Paradiso, scritto e diretto da Giorgio Barberio Corsetti, Roma, Teatro India, 31 agosto 2004.
- Metafisico cabaret, scritto e diretto da Giorgio Barberio Corsetti, Milano, Teatro Nuovo, 31 ottobre 2004.
- Woyzeck, di Georg Büchner, regia di Giancarlo Cobelli, Moncalieri, Limone Fonderie Teatrali, 8 febbraio 2005.
- La tempesta, dramma giocoso e masque in parola e musica, musiche di Henry Purcell e Carlo Galante, regia di Giancarlo Cobelli, Torino, Teatro Regio, 13 febbraio 2006.
- Terra di mezzanotte, di Sonia Antinori, regia di Heidrun Kaletsch, Apiro, Teatro Mestica, 31 dicembre 2006.
- Nella, scritto e diretto da Luciano Melchionna, Roma, Centro Angelo Mai, 2006
- Il gabbiano, di Anton Čechov, versione di Martin Crimp, regia di Sandro Mabellini, Castello Pasquini di Castiglioncello, 7 luglio 2007.
- Prometeo, da Eschilo, regia di Omero Affede, Teatro Romano di Urbisaglia, 2 agosto 2007.
- Noccioline-Peanuts, di Fausto Paravidino, regia di Valerio Binasco, Roma, Piccolo Eliseo, 27 novembre 2007.
- Io sono internazionale, di Lucia Mascino e Rebecca Murgi, regia di Lucia Mascino, Palazzo Ducale di Andria, 19 luglio 2008.
- Amleto di William Shakespeare, regia di Denis Fasolo, Ente Parco dei Colli Euganei, febbraio 2009
- Il popolo non ha il pane? Diamogli le brioche, di Filippo Timi, regia di Filippo Timi e Stefania De Santis, Milano, Pim Spazio Scenico, 8 aprile 2009.
- Favola, scritto e diretto da Filippo Timi, Milano, Teatro Franco Parenti, 21 marzo 2011.
- Giuliett'e Romeo, m'engolfi l'core, amore, scritto e diretto da Filippo Timi, Teatro Romano di Spoleto, 2 luglio 2011.
- Quelle due ovvero La calunnia, di Lillian Hellman, regia di Luciano Melchionna, Roma, Teatro Belli, 12 giugno 2012.
- Amleto², scritto e diretto da Filippo Timi, Milano, Teatro Franco Parenti, 10 luglio 2012.
- Il don Giovanni. Vivere è un abuso, mai un diritto, scritto e diretto da Filippo Timi, Milano, Teatro Franco Parenti, 25 febbraio 2014.
- La sirenetta, scritto e diretto da Filippo Timi, Milano, Teatro Franco Parenti, 27 settembre 2014.
- Roma Est, di Roberto Scarpetti, regia di Fabrizio Arcuri, Roma, Teatro Argentina, 18 novembre 2014.
- Flaminia bloccata, di Fausto Paravidino, regia di Fabrizio Arcuri, Roma, Teatro Argentina, 19 novembre 2014.
- Candide, di Mark Ravenhill, regia di Fabrizio Arcuri, Roma, Teatro Argentina, 27 febbraio 2016.
- Anatomia di una solitudine, scritto e diretto da Lucia Calamaro, Salerno, Teatro Verdi, 9 novembre 2017.
- Il segreto della vita. Rosalind Franklin, di Anna Ziegler, regia di Filippo Dini, Perugia, Teatro Morlacchi, 28 febbraio 2018.
- Nassim, di Nassim Soleimanpour, regia di Omar Elerian, Ancona, Ridotto del Teatro delle Muse, 1 luglio 2018.
- Bella figura, di Yasmina Reza, regia di Roberto Andò, Verbania, Centro Eventi Il Maggiore, 16 ottobre 2018.
- Smarrimento, monologo scritto e diretto Lucia Calamaro, Teatro Sperimentale di Ancona, 12 novembre 2019. Tournée sospesa causa COVID-19, riipresa nel 2022.
- Promenade de santé - Passeggiata di salute, di Nicolas Bedos, regia di Giuseppe Piccioni, Teatro delle Muse di Ancona, 24 settembre 2020.
- Ghiaccio, di Bryony Lavory, regia di Filippo Dini, Teatro Gobetti di Torino, 22 marzo 2022.

## Filmografia

### Cinema
- Tartarughe sul dorso, regia di Stefano Pasetto (2004)
- L'estate del mio primo bacio, regia di Carlo Virzì (2006)
- Chi nasce tondo..., regia di Alessandro Valori (2008)
- Un altro pianeta, regia di Stefano Tummolini (2008)
- Diverso da chi?, regia di Umberto Riccioni Carteni (2008)
- La prima linea, regia di Renato De Maria (2009)
- Habemus Papam, regia di Nanni Moretti (2010)
- Quando la notte, regia di Cristina Comencini (2011)
- L'estate che non viene, regia di Pasquale Marino – cortometraggio (2011)
- Good As You - Tutti i colori dell'amore, regia di Mariano Lamberti (2012)
- Il rosso e il blu regia di Giuseppe Piccioni (2012)
- Sulla strada di casa, regia di Emiliano Corapi (2012)
- L'estate sta finendo, regia di Stefano Tummolini (2013)
- La scoperta dell'alba, regia di Susanna Nicchiarelli (2013)
- Viva la libertà, regia di Roberto Andò (2013)
- Piccola patria, regia di Alessandro Rossetto (2013)
- Il Natale della mamma imperfetta, regia di Ivan Cotroneo (2013)
- La sedia della felicità, regia di Carlo Mazzacurati (2013)
- La trattativa, regia di Sabina Guzzanti (2014)
- Piccola patria, regia di Alessandro Rossetto (2014), Festival di Venezia 2012 sezione Orizzonti
- What Is Left?, regia di Gustav Hofer e Luca Ragazzi (2014)
- Fräulein - Una fiaba d'inverno, regia di Caterina Carone (2015)
- La ragazza del mondo, regia di Marco Danieli (2015)
- Babylon Sisters, regia di Gigi Roccati (2015)
- La pelle dell'orso, regia di Marco Segato (2016)
- Amori che non sanno stare al mondo, regia di Francesca Comencini (2017)
- Favola, regia di Sebastiano Mauri (2017)
- La prima pietra, regia di Rolando Ravello (2018)
- Ma cosa ci dice il cervello, regia di Riccardo Milani (2019)
- Genitori quasi perfetti, regia di Laura Chiossone (2019)
- Effetto domino, regia di Alessandro Rossetto (2019)
- Odio l'estate, regia di Massimo Venier (2020)
- In vacanza su Marte, regia di Neri Parenti (2020)
- Il grande giorno, regia di Massimo Venier (2022)
- Una terapia di gruppo, regia di Paolo Costella (2024)

### Televisione
- Incantesimo – serial TV, 39 puntate (2007)
- Il commissario Manara – serie TV, episodio 2x06 (2011)
- Don Matteo – serie TV, episodio 8x19 (2011)
- Un Natale con i fiocchi, regia di Giambattista Avellino (2012)
- I delitti del BarLume – serie TV, 19 episodi (2013-in corso)
- Una mamma imperfetta – serie TV, episodio 1x01 (2013)
- Non è mai troppo tardi – miniserie TV (2014)
- Il candidato - Zucca presidente – serie TV, episodi 1x10-1x17 (2014-2015)
- Braccialetti rossi – serie TV, episodi 3x03-3x04-3x06 (2016)
- Suburra - La serie – serie TV, 12 episodi (2017-2019)
- Io sono Mia, regia di Riccardo Donna - film TV (2019)
- Illuminate: Casa Mondaini, regia di Maria Tilli - docufilm (2020)
- Bang Bang Baby – serie TV, 10 episodi (2022)
- Vivere non è un gioco da ragazzi – serie TV, 5 episodi (2023)
- Mameli - Il ragazzo che sognò l'Italia, regia di Luca Lucini e Ago Panini – miniserie TV, episodi 1-3 (2024)
- Nudes 2 – serie TV (2024)

### Audiolibri
- Pippi Calzelunghe di Astrid Lindgren
- Bella mia di Donatella di Pietrantonio
- Tre di Valerie Perrin
- Caro Pierpaolo di Dacia Maraini
- L'Agnese va a morire di Renata Viganò

## Radio
- Mister love non crede all’oroscopo, di Filippo Timi, per la serie Luoghi non comuni, Radio 2, 2007

## Riconoscimenti
- Candidatura al premio "Le maschere" come attrice protagonista per lo spettacolo Don Giovanni di Filippo Timi nel 2014
- Candidata ai Nastri d'argento 2019 come miglior attrice di commedia per "Favola" e "La prima pietra"
- Candidata ai Nastri d'argento 2018 come miglior attrice protagonista per il film “Amori che non sanno stare al mondo”
- Candidata ai Globi d'oro 2018 come miglior attrice protagonista per il film “Amori che non sanno stare al mondo”
- Premio Anna Magnani al Bifest di Bari 2018 per il film "Amori che non sanno stare al mondo"
- Premio come miglior attrice protagonista al Festival italiano di Mosca 2017 per il film "Amori che non sanno stare al mondo"
- Candidata ai Nastri d’argento 2020 come miglior attrice di commedia per Odio l’estate scritto e diretto da Massimo Venier prodotto da Medusa e Agidi
- Premio Ugo Tognazzi come miglior attrice della stagione 2020
- Premio Toni Bertorelli “controluce” 2021
- Candidata ai Nastri d’argento 2022 come miglior attrice nella serie commedy “I delitti del Barlume” scritta e diretta da Roan Johnson e prodotta da Palomar e Sky
- 2023 - Premio Flaiano per il teatro - Migliore attrice per Ghiaccio di Bryony Lavery, regia di Filippo Dini, prodotto dal Teatro Nazionale Stabile di Torino[17][18]